# Felkai László (jogász)
Felkai László (Budapest, 1953. március 11. –) jogász, a Belügyminisztérium közigazgatási államtitkára.

## Pályafutása

### Tanulmányai
1977-ben az Eötvös Loránd Tudományegyetem Állam- és Jogtudományi Karán diplomázott, majd 1979-ben letette a jogi szakvizsgát. 1986-ban elvégezte a Rendőrtiszti Főiskolát. Németül társalgási szinten beszél.

### Szakmai pályafutása
Az egyetem végeztével 1984-ig ügyészségen dolgozott, mint fogalmazó, városi-járási ügyész, majd főügyészségi ügyész. 1985 és 2002 között az Országos Rendőr-Főkapitányságon és a Belügyminisztériumban dolgozott, 1998 és 2002 között a BM közigazgatási államtitkára. Ezután két évig Budapest Főváros Közigazgatási Hivatalának volt a vezetője. 2005-től 2010-ig a Legfőbb Ügyészségen volt ügyész, később osztályvezető ügyész. 2010 óta ismét a Belügyminisztérium közigazgatási államtitkára.

### Közéleti megbízatásai
2010-ig részt vett a közigazgatási alap- illetve szakvizsgáztatásban. 2010 májusáig a Magyar Rendészettudományi Társaság alelnöke, a Rendőrtiszti Főiskola folyóiratának szerkesztőbizottsági tagja.

### Idézetek
„Mindenkinek kell valami terhet vállalni. A magánháztartásoknak is. A hajléktalanellátók miért ne vállalhatnák azt a terhet, hogy összébb húzódnak és kevesebb négyzetméter jut. Egyszerűen erről van szó.”